# Saliut 7
La Saliut 7 (en ruso: Салют-7; romanizado Salyut 7; lit. 'fuego artificial - salva 7'), también denominada DOS-6, fue la última estación espacial soviética adscrita al programa Saliut. Al igual que su antecesora, la estación espacial Saliut 6, era más avanzada que las cinco estaciones lanzadas previamente. Ambas compartían un diseño que incluía escotillas de atraque en ambos extremos, un sistema de abastecimiento de combustible mejorado y alojamientos para los cosmonautas más cómodos. Los tripulantes accedían a ellas con naves Soyuz y eran abastecidas por naves no tripuladas Progress.
Fue lanzada al espacio el 19 de abril de 1982 empleando un cohete Protón de tres etapas. Su tamaño era de entre 13 y 16 metros y estaba construida con una aleación especial de aluminio y acero, en forma similar a las cápsulas de exploración submarina, para mantener el mismo nivel de presión en el espacio que sobre la superficie terrestre. Permitía una tripulación máxima de tres cosmonautas y estuvo habitada entre 1982 y 1986. En 1985 la estación, temporalmente deshabitada, permaneció inactiva y sin contacto con la Tierra durante cuatro meses debido a una cadena de fallos que se iniciaron en el sistema de baterías. Su rescate y puesta en funcionamiento nuevamente por los cosmonautas Vladimir Dzhanibekov y Victor Savinijestá está considerado uno de los hitos de la carrera espacial.
Tras el lanzamiento de la estación espacial MIR (1986-2002), técnicamente mucho más avanzada, dotada de una construcción modular y expansible que se ha empleado en las subsiguientes estaciones espaciales de tercera generación, el complejo formado por la Salyut 7 y el módulo Kosmos 1686 (TKS-4) culminó su vida operativa. El 7 de febrero de 1991 reentró en la atmósfera, de manera incontrolada,  sobre Argentina.

## Descripción
Saliut 7 fue la segunda y última de las estaciones espaciales de segunda generación del programa Saliut y originalmente se concibió como una estación de respaldo de su antecesora la Saliut 6. Muy similar en equipamiento y capacidades la Unión Soviética decidió lanzar al espacio la Saliut 7 debido a los retrasos acumulados en el programa Mir. En órbita la estación sufrió diversos fallos técnicos pero se benefició de la capacidad de carga mejorada de las naves Progress y Soyuz visitantes y de la experiencia de sus tripulaciones que improvisaron muchas soluciones (como la rotura de una línea de combustible en septiembre de 1983 que fue reparado realizando un paseo extra vehicular de la tripulación de la Soyuz T-10). 
Permaneció en el espacio durante ocho años y diez meses, récord que no fue batido hasta la Mir, tiempo durante el cual fue visitado por 10 tripulaciones que realizaron seis expediciones principales y cuatro vuelos secundarios entre cuyas tripulaciones participaron cosmonautas franceses e indios. Entre las tripulaciones destacó la presencia de Svetlana Savitskaya, que se convirtió en la segunda mujer en el espacio desde que Valentina Tereshkova volara por primera vez en junio de 1963, y que fue la primera mujer en realizar un paseo extra vehicular durante el cual realizó cortes de metales y soldaduras junto a su colega Vladimir Dzhanibekov. 
Además de varios experimentos y observaciones realizadas la estación también probó el acoplamiento y utilización de grandes módulos con una estación espacial en órbita. Los módulos se denominaron "módulos Heavy Kosmos", aunque en realidad eran variantes de la nave espacial TKS destinadas a la cancelada estación espacial militar del programa Almaz. Esta experiencia ayudó a los ingenieros a desarrollar la tecnología necesaria para construir Mir.
La experiencia de una estancia prolongada en el espacio permitió obtener información valiosa sobre los efectos de la ingravidez para la medicina espacial, crear nuevos medicamentos y dispositivos médicos (por ejemplo, sobre la base de la experiencia de Salyut-7, se creó el dispositivo médico Biogravistat).

## Misiones

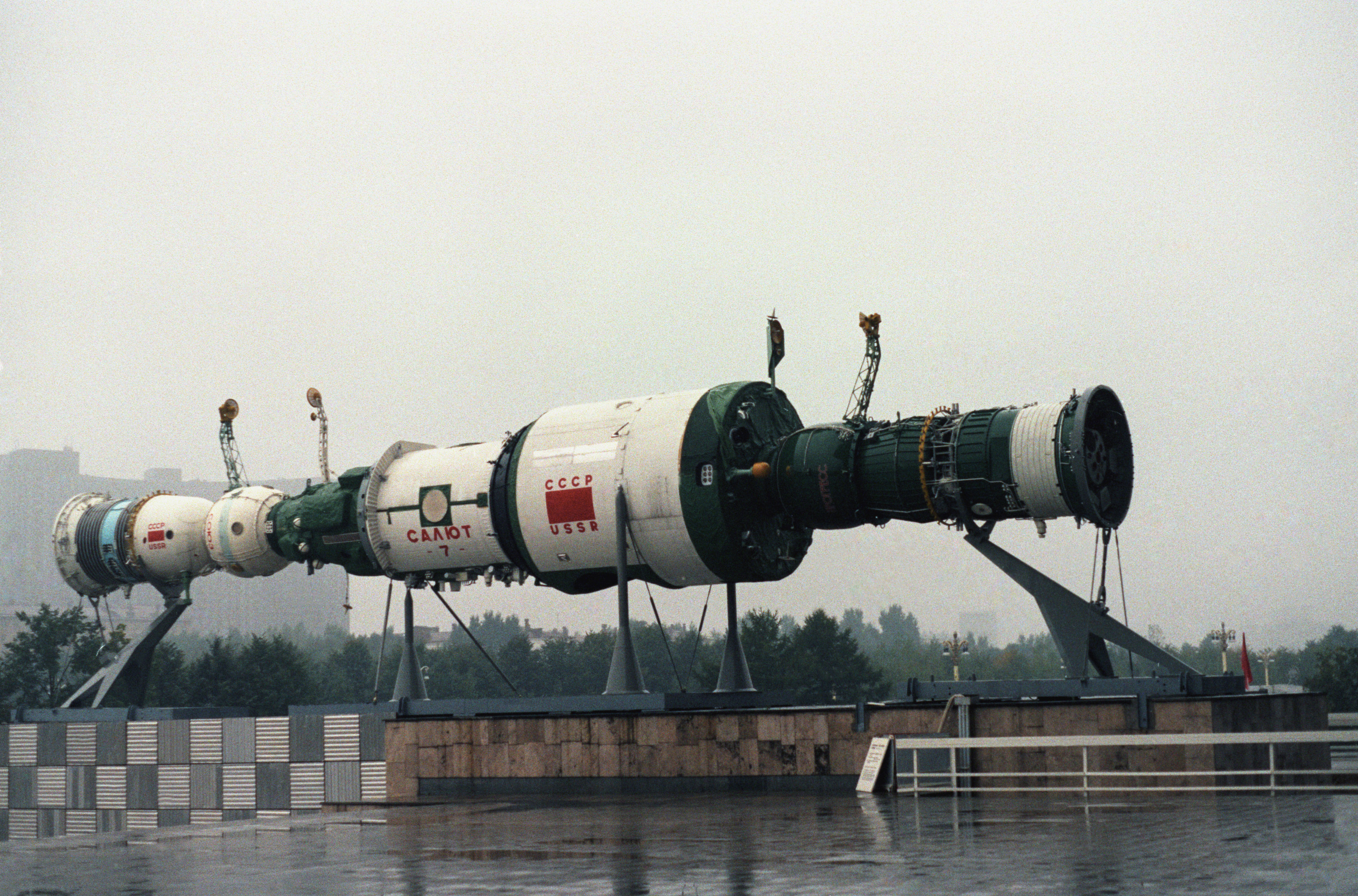
Modelo de la Saliut 7 con una Soyuz (a la izquierda) y con una Progress (a la derecha) acopladas.

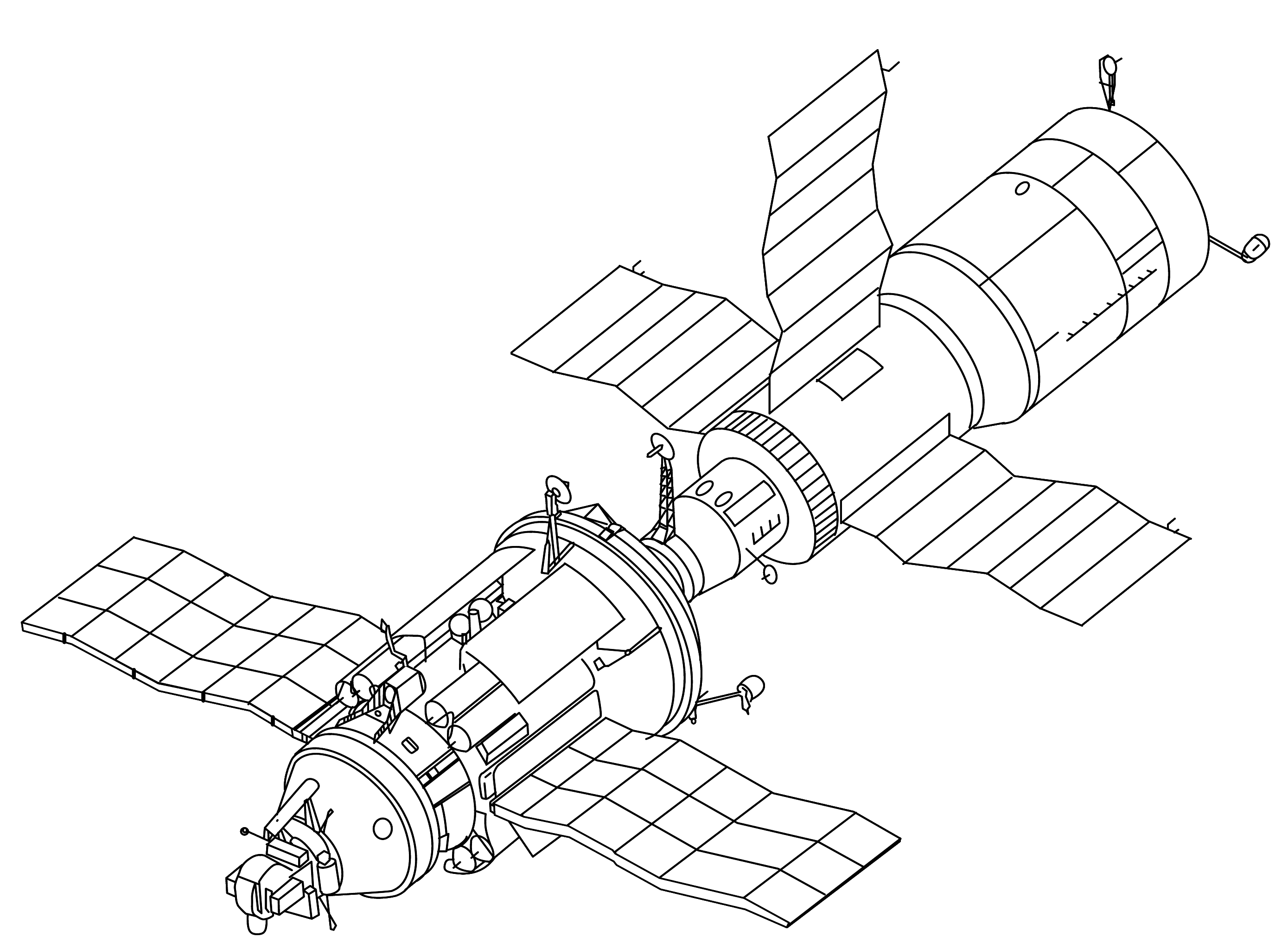
Cosmos 1686 y Salyut 7

En la Salyut 7 residieron seis tripulaciones estables.
- Anatoli Beriozovói y Valentin Lebedev (13 de mayo de 1982), a bordo de la Soyuz T-5, permanecieron 211 días en la estación, hasta el 10 de diciembre de 1982.
- El 27 de junio de 1983 llegó la tripulación compuesta por Vladímir Liájov y Aleksandr Aleksándrov en la Soyuz T-9, permaneciendo en la estación 150 días, hasta el 23 de noviembre de 1983.
- El 8 de febrero de 1984 Leonid Kizim, Vladímir Soloviov, y Oleg Atkov iniciaron su estancia de 237 días, la más larga a bordo de la estación en su historia. La misión finalizó el 2 de octubre de 1984. Durante el transcurso de esta misión visitó la estación Svetlana Savítskaya, la segunda mujer cosmonauta tras Valentina Tereshkova y la primera en dar un paseo espacial, quien ya había visitado la estación en agosto de 1982.

- El 11 de febrero de 1985, el control de misión de la estación Saliut 7 perdió toda comunicación con la nave y se decidió su recuperación. La maniobra de recuperación fue una de las mayores hazañas cosmonáuticas de la era soviética. La Soyuz T-13 (con Vladimir Dzhanibekov y Víktor Savinyj) llegó a la estación el 6 de junio de 1985.
- El 17 de septiembre de 1985 la Soyuz T-14 se acopló a la estación, siendo sus tripulantes Vladímir Vasiutin, Aleksandr Vólkov, y Gueorgui Grechko. Ocho días más tarde Dzhanibekov y Grechko regresaron a la Tierra. Dzhanibekov había permanecido en la Saliut 7 durante 103 días. Por su parte, Savinyij, Vasiutin, y Vólkov volvieron el 21 de noviembre del mismo año, los dos últimos tras 65 días y Savinyj después de 168.
- El 6 de mayo de 1986 la Soyuz T-15 transportó a la última misión tripulada, compuesta por Leonid Kizim y Vladímir Soloviov. Tras permanecer 50 días a bordo, la tripulación se desplazó en la Soyuz hasta la estación espacial Mir.

El 26 de septiembre de 1983 la Soyuz T-10-1, tripulada por Vladímir Titov y Guennadi Strekálov, destinada a la estación espacial, tuvo un accidente en el lanzamiento, por lo que la misión fue abortada y la tripulación fue expulsada con un sistema de rescate.
A la estación también se acoplaron dos módulos TKS, el primero el 2 de marzo de 1983, el TKS-3, lanzado bajo el nombre de Cosmos 1443. Se separó de la estación el 14 de agosto. Por su parte, el TKS-4 fue lanzado bajo el nombre de Cosmos 1686 el 27 de septiembre de 1985. Se contempló la posibilidad de recuperar el módulo TKS usando el transbordador espacial Buran, pero el primer vuelo del mismo fue retrasado hasta finales de 1988, cuando ya la estación había sido abandonada y su órbita era demasiado baja.

### Tripulaciones de la Salyut 7
| Misión             | Tripulación                                                               | Fecha del lanzamiento                 | Nave usada para el envío | Fecha de aterrizaje                   | Nave usada en el regreso | Duración (días)          |
| ------------------ | ------------------------------------------------------------------------- | ------------------------------------- | ------------------------ | ------------------------------------- | ------------------------ | ------------------------ |
| Salyut 7 - EO-1    | Anatoli Berezovói, Valentín Lébedev                                       | 13 de mayo de 1982 09:58:05 UTC       | Soyuz T-5                | 10 de diciembre de 1982 19:02:36 UTC  | Soyuz T-7                | 211,38                   |
| Salyut 7 - EP-1    | Vladimir Dzhanibekov, Aleksandr Ivanchenkov, Jean-Loup Chrétien - Francia | 24 de junio de 1982 16:29:48 UTC      | Soyuz T-6                | 2 de julio de 1982 14:20:40 UTC       | Soyuz T-6                | 7,91                     |
| Salyut 7 - EP-2    | Leonid Popov, Aleksandr Serebrov, Svetlana Savítskaya                     | 19 de agosto de 1982 17:11:52 UTC     | Soyuz T-7                | 27 de agosto de 1982 15:04:16 UTC     | Soyuz T-5                | 7,91                     |
| Salyut 7 - EO-2    | Vladímir Liájov, Aleksandr Aleksándrov                                    | 27 de junio de 1983 09:12:00 UTC      | Soyuz T-9                | 23 de noviembre de 1983 19:58:00 UTC  | Soyuz T-9                | 149,45                   |
| Salyut 7 - EO-3    | Leonid Kizim, Vladímir Soloviov, Oleg Atkov                               | 8 de febrero de 1984 12:07:26 UTC     | Soyuz T-10               | 2 de octubre de 1984 10:57:00 UTC     | Soyuz T-11               | 236,95                   |
| Salyut 7 - EP-3    | Yuri Malyshev, Guennadi Strekálov, Rakesh Sharma - India                  | 3 de abril de 1984 13:08:00 UTC       | Soyuz T-11               | 11 de abril de 1984 10:48:48 UTC      | Soyuz T-10               | 7,90                     |
| Salyut 7 - EP-4    | Vladimir Dzhanibekov, Svetlana Savítskaya, Ígor Volk                      | 17 de julio de 1984 17:40:54 UTC      | Soyuz T-12               | 29 de julio de 1984 12:55:30 UTC      | Soyuz T-12               | 11,80                    |
| Salyut 7 - EO-4-1a | Víktor Savinyj                                                            | 6 de junio de 1985 06:39:52 UTC       | Soyuz T-13               | 21 de noviembre de 1985 10:31:00 UTC  | Soyuz T-14               | 168,16                   |
| Salyut 7 - EO-4-1b | Vladimir Dzhanibekov                                                      | 6 de junio de 1985 06:39:52 UTC       | Soyuz T-13               | 26 de septiembre de 1985 09:51:58 UTC | Soyuz T-13               | 112,13                   |
| Salyut 7 - EP-5    | Gueorgui Grechko                                                          | 17 de septiembre de 1985 12:38:52 UTC | Soyuz T-14               | 26 de septiembre de 1985 09:51:58 UTC | Soyuz T-13               | 8,88                     |
| Salyut 7 - EO-4-2  | Vladímir Vasiutin, Aleksandr Vólkov                                       | 17 de septiembre de 1985 12:38:52 UTC | Soyuz T-14               | 21 de noviembre de 1985 10:31:00 UTC  | Soyuz T-14               | 64,91                    |
| Salyut 7 - EO-5    | Leonid Kizim, Vladímir Soloviov                                           | 13 de marzo de 1986 12:33:09 UTC      | Soyuz T-15               | 16 de julio de 1986 12:34:05 UTC      | Soyuz T-15               | 125,00 50 en la Saliut 7 |

### Paseos espaciales en la Salyut 7
| EVA                     | Cosmonauta               | Inicio - UTC                  | Final - UTC                   | Duración    | Observaciones                                            |
| ----------------------- | ------------------------ | ----------------------------- | ----------------------------- | ----------- | -------------------------------------------------------- |
| Salyut 7 - PE-1 - EVA 1 | Lébedev y Berezevói      | 30 de julio de 1982, 02:39    | 30 de julio de 1982, 05:12    | 2 h, 33 min | Recogida de experimentos                                 |
| Salyut 7 - PE-2 - EVA 1 | Liájov y Aleksándrov     | 1 de noviembre de 1983, 04:47 | 1 de noviembre de 1983, 07:36 | 2 h, 50 min |                                                          |
| Salyut 7 - PE-2 - EVA 2 | Liájov y Aleksándrov     | 3 de noviembre de 1983, 03:47 | 3 de noviembre de 1983, 06:62 | 2 h, 55 min |                                                          |
| Salyut 7 - PE-3 - EVA 1 | Kizim y Soloviov         | 23 de abril de 1984, 04:31    | 23 de abril de 1984, 08:46    | 4 h, 20 min | Reparación de la ODU                                     |
| Salyut 7 - PE-3 - EVA 2 | Kizim y Soloviov         | 26 de abril de 1984, 02:40    | 26 de abril de 1984, 07:40    | 4 h, 56 min | Reparación de la ODU                                     |
| Salyut 7 - PE-3 - EVA 3 | Kizim y Soloviov         | 29 de abril de 1984, 01:35    | 29 de abril de 1984, 04:20    | 2 h, 45 min | Reparación de la ODU                                     |
| Salyut 7 - PE-3 - EVA 4 | Kizim y Soloviov         | 3 de mayo de 1984, 23:15      | 4 de mayo de 1984, 02:00      | 2 h, 45 min | Reparación de la ODU                                     |
| Salyut 7 - PE-3 - EVA 4 | Kizim y Soloviov         | 18 de mayo de 1984, 17:52     | 18 de mayo de 1984, 20:57     | 3 h, 05 min |                                                          |
| Salyut 7 - VE-4 - EVA 5 | Savítskaya y Dzhanibekov | 25 de julio de 1984, 14:55    | 25 de julio de 1984, 18:29    | 3 h, 35 min | Primera actividad extravehicular realizada por una mujer |
| Salyut 7 - PE-3 - EVA 6 | Kizim y Soloviov         | 8 de agosto de 1984, 08:46    | 8 de agosto de 1984, 13:46    | 5 h, 00 min | Reparación de la ODU completada                          |
| Salyut 7 - PE-4 - EVA 1 | Dzhanibekov y Savinyj    | 2 de agosto de 1985, 07:15    | 2 de agosto de 1985, 12:15    | 5 h, 00 min |                                                          |
| Salyut 7 - PE-6 - EVA 1 | Kizim y Soloviov         | 28 de mayo de 1986, 05:43     | 28 de mayo de 1986, 09:33     | 3 h, 50 min | Tests, recogida de muestras                              |
| Salyut 7 - PE-6 - EVA 2 | Kizim y Soloviov         | 31 de mayo de 1986, 04:57     | 31 de mayo de 1986, 09:57     | 5 h, 00 min | Tests                                                    |

## Caída

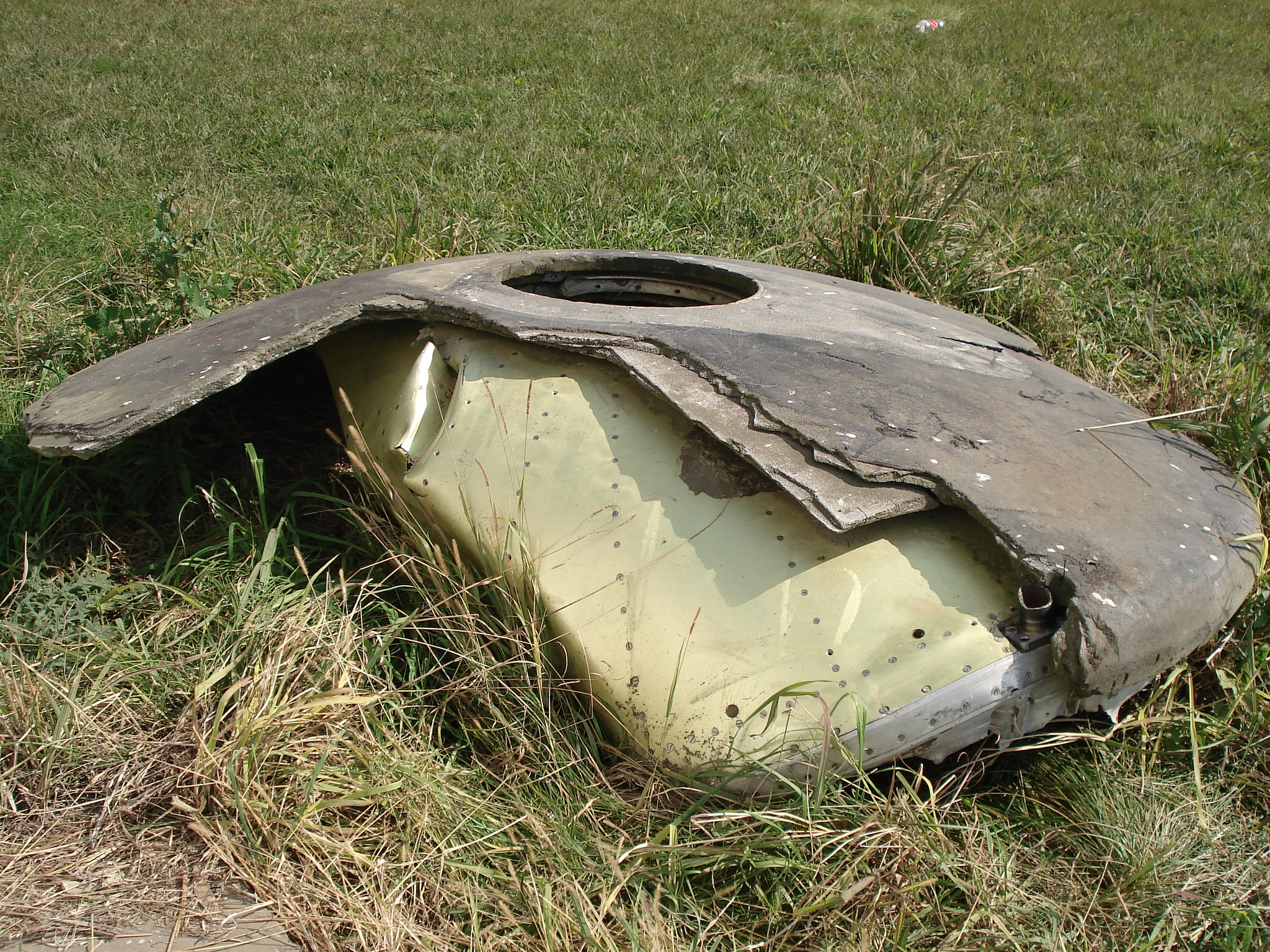
Restos de la estación, en exhibición en el Observatorio de la Asociación Entrerriana de Astronomía

El 7 de febrero de 1991 a las 01:00h. (hora local) los restos de la Saliut 7 cayeron en Argentina impactando gran parte de su fuselaje en los Andes, Buenos Aires y Entre Ríos. Para evitar accidentes los controladores pusieron a girar la nave, tratando de controlar el impacto y de que este se hiciera en el océano Atlántico. Obviamente fallaron todos esos intentos y el complejo satelital cayó convertido en una bola de fuego. Uno de los fragmentos más grandes tocaron tierra en la ciudad de Capitán Bermúdez, a 11 kilómetros de la ciudad de Rosario, y a unos 400 kilómetros de Buenos Aires. Entre los restos también se encontró la sección de la escotilla, caída en la provincia de Entre Ríos, y parte del fuselaje y paneles con gran cantidad de componentes electrónicos. Actualmente se encuentran en el predio del Observatorio Astronómico de Oro Verde, perteneciente a la Asociación Entrerriana de Astronomía. Algunos fragmentos incendiaron un basurero en Puerto Madryn, Chubut, otros fueron a parar a una zona cordillerana de San Juan y también cayeron en el océano Atlántico. En la localidad de Piedritas, provincia de Buenos Aires, el policía Leandro Rodríguez recogió una esfera metálica y otras esferas fueron recuperadas en Venado Tuerto y Firmat, provincia de Santa Fe.

## Características principales
- Longitud: cerca de 16 m
- Diámetro máximo: 4,15 m
- Espacio habitable: 90 m³
- Peso en el lanzamiento: 19.824 kg
- Cohete de lanzamiento: Protón
- Inclinación orbital: 51,6°
- Potencia eléctrica: 4,5 kW
- Naves de transporte: Soyuz-T, Progress y TKS
- Número de puertos de atraque: 2
- Total de misiones tripuladas realizadas: 12
- Total de misiones no tripuladas realizadas: 15
- Misiones de larga duración: 6

## En la cultura popular
- El accidente que sufrió la Saliut 7 el 11 de febrero de 1985 fue llevado al cine en el 2017.[9] Basada en una idea de Aleksey Samolyotov con guion de Aleksey Chupov, Natasha Merkulova, Klim Shipenko y Bakur Bakuradze, Salyut-7: Héroes en el espacio está dirigida por Klim Shipenko y cuenta como protagonistas principales a Vladimir Vdovichenkov y Pavel Derevyanko.[10]